# Hôtel Schützenberger
El hotel Schützenberger es un hôtel particulier, monumento histórico desde 1975, situado en el número 76 de  allée de la Robertsau en Estrasburgo Estrasburgo, en la región de Bas-Rhin.

## Función
El edificio sirve como sede de varias organizaciones. :
- Observatorio Audiovisual Europeo[2]
- Plataforma europea de autoridades reguladoras[3]
- Asociación Parlamentaria Europea[4]
- Movimiento Europeo Alsacia[5]